# Мехди Тораби
Мехди Тораби (перс. مهدی ترابی‎‎, латинизовано: ; Естехард, 10. септембар 1994) професионални је ирански фудбалер који примарно игра у средини терена на позицији левог крила.

## Клупска каријера
Своју професионалну каријеру Тораби је започео у екипи Сајпе из Караџа, тиму у ком је провео целокупну јуниорску каријеру. 
У лето 2018. потписао је трогодишњи уговор са најпознатијим иранским клубом, Персеполисом из Техерана, вредан око 95.000 евра. Уговор ступа на снагу у лето 2019. након што екипи Персеполиса истекне забрана за регистрацију нових играча.

## Репрезентативна каријера
За сениорску репрезентацију Ирана дебитовао је 11. јуна 2015. у пријатељској утакмици са селекцијом Узбекистана. Пре тог меча одиграо је и неолико утакмица за У23 репрезентацију Ирана.
Селектор Карлос Кејроз уврстио га је на списак играча за Светско првенство 2018. у Русији, али није заиграо ни на једном од три меча свог тима у групи Б.

### Голови за репрезентацију
| №  | Датум              | Место   | Ривал      | Голови | Резултат | Такмичење                 |
| -- | ------------------ | ------- | ---------- | ------ | -------- | ------------------------- |
| 1. | 11. јун 2015.      | Ташкент | Узбекистан | 1:0    | 1:0      | Пријатељска утакмица      |
| 2. | 3. септембар 2015. | Техеран | Гвам       | 6:0    | 6:0      | Квалификације за СП 2018. |
| 3. | 13. октобар 2015.  | Техеран | Јапан      | 1:0    | 1:1      | Пријатељска утакмица      |
| 4. | 7. јун 2016.       | Техеран | Киргистан  | 3:0    | 6:0      | Пријатељска утакмица      |